# Geneviève Gambillon
Geneviève Gambillon (Hudimesnil, 30 de juny de 1951) fou una ciclista francesa. Va combinar tant la carretera com la pista. Del seu palmarès destaca dos Campionats del Món en ruta, i nombrosos campionats nacionals, tant en carretera com en pista.

## Palmarès en ruta
- 1969
  -  Campiona de França en ruta
- 1970
  -  Campiona de França en ruta
- 1972
  -  Campiona del món en ruta
  -  Campiona de França en ruta
- 1974
  -  Campiona del món en ruta
  -  Campiona de França en ruta
- 1975
  -  Campiona de França en ruta
- 1976
  -  Campiona de França en ruta
- 1977
  -  Campiona de França en ruta

## Palmarès en pista
- 1969
  -  Campiona de França en Velocitat
  -  Campiona de França en Persecució
- 1970
  -  Campiona de França en Velocitat
  -  Campiona de França en Persecució
- 1971
  -  Campiona de França en Velocitat
  -  Campiona de França en Persecució
- 1972
  -  Campiona de França en Velocitat
  -  Campiona de França en Persecució
- 1973
  -  Campiona de França en Velocitat
  -  Campiona de França en Persecució
- 1974
  -  Campiona de França en Velocitat
  -  Campiona de França en Persecució
- 1975
  -  Campiona de França en Persecució
- 1976
  -  Campiona de França en Velocitat
  -  Campiona de França en Persecució